# Università dell'Alabama a Birmingham
L'Università dell'Alabama a Birmingham (in lingua inglese: University of Alabama at Birmingham; detta anche UAB) è una università degli studi pubblica statunitense, fondata nel 1969, la cui sede è a Birmingham (Alabama). Con l'Università dell'Alabama e l'Università dell'Alabama a Huntsville costituisce il Sistema universitario dell'Alabama (University of Alabama System).
Nel 1936, in seguito alla crescita demografica della città, l'Università dell'Alabama istituì il nuovo Birmingham Extension Center. Trent'anni più tardi esso fu rinominato College of General Studies, ma solo nel 1969 divenne un'università a tutti gli effetti. Oggi l'ateneo è rinomato per il proprio centro universitario di medicina, l'UAB Health System, che è uno dei maggiori di tutti gli Stati Uniti.